# Delegación apostólica
La Delegación apostólica es el nombre dado por el motu proprio Sollicitudo omnium Ecclesiarum a la representación de la Santa Sede entre las iglesias locales, cuando la Santa Sede no tiene relaciones diplomáticas con el estado.

## Historia
Históricamente, el delegado apostólico y por extensión, la Delegación Apostólica, es el nombre de la representación diplomática de la Santa Sede en aquellos países que no cuentan con relaciones diplomáticas de la Santa Sede. Debido a este hecho, el delegado apostólico no tiene relaciones con las autoridades políticas o estatales, y así cuida de las relaciones con las diócesis locales y sus obispos.
Durante siglos fue visto como una forma menor de nunciatura apostólica por el hecho que en algunos países le reconocen al delegado apostólico privilegios casi diplomáticos. Incluso entonces, se hizo hincapié en que los delegados apostólicos comparten el mismo rango eclesiástico con los nuncios.
Pablo VI con el motu proprio Sollicitudo omnium Ecclesiarum de 1969 fijó las competencias de los delegados apostólicos y de los nuncios.
El Código de Derecho Canónico de 1983 modificó parcialmente el punto de vista: no distingue entre los nuncios y los delegados, sino que simplemente habla de enviados papales, mejorando así la función eclesial de los nuncios. El motu proprio de Pablo VI aún sigue en vigor.
Hubo delegados apostólicos en Reino Unido y Estados Unidos hasta que estos dos estados, de composición mayoritariamente no católica, establecieron relaciones formales con la Santa Sede, respectivamente, en 1982 y 1984.

## Características
El delegado apostólico es el representante del Papa en la iglesia local de un estado o territorio, y se distingue del nuncio apostólico por el hecho de que este es más bien el representante papal en el gobierno local.
En los territorios de las delegaciones el delegado tiene preferencia respecto a los arzobispos (también metropolitanos) y los obispos, pero no respecto a los cardenales y los primados de las Iglesias Orientales.

## Lista de las delegaciones apostólicas
Las delegaciones apostólicas son actualmente 13:
- en Europa: Kosovo;
- en África: Comoras, Mauritania, Somalia;
- en Asia: Jerusalén y Palestina, península arábiga,[5] Birmania, Brunéi, Laos, Vietnam;
- en América: Antillas,[6] Puerto Rico;[7]
- en Oceanía: Océano Pacífico.[8]